# Médaille du mérite dans la fonction publique (Azerbaïdjan)
La médaille du mérite dans la fonction publique est la récompense de l'État de la République d'Azerbaïdjan.

## Histoire
Le prix a été créé par décret du président de l'Azerbaïdjan, Ilham Aliyev n° 515-IIQ, le 7 novembre 2005.
La Médaille du mérite dans la fonction publique est décernée aux fonctionnaires pour leur participation active à la préparation et à la mise en œuvre de projets importants dans le domaine de la construction d'un État national, ainsi que pour leurs activités consciencieuses et leurs mérites particuliers dans les organes de l'Etat.